# Hajdúnánás
Hajdúnánás ist eine ungarische Stadt im gleichnamigen Kreis im Komitat Hajdú-Bihar. Zur Stadt gehört der nördlich gelegene Ortsteil Tedej.

## Geografische Lage
Hajdúnánás liegt 38 Kilometer nordwestlich des Komitatssitzes Debrecen und 24 Kilometer südwestlich der Stadt Nyíregyháza an dem Kanal Keleti-főcsatorna.

## Geschichte
Hajdúnánás wurde im 13. Jahrhundert als Nánásmonostora erstmals urkundlich erwähnt. Im Jahr 1913 gab es in der damaligen Stadt mit geordnetem Magistrat 4473 Häuser und 16.781 Einwohner auf einer Fläche von 46.287 Katastraljochen. Sie gehörte zu dieser Zeit zum Komitat Hajdú.

## Städtepartnerschaften
Es bestehen folgende Städtepartnerschaften:
- Miercurea Ciuc, Rumänien
- Piešťany, Slowakei
- Ustroń, Polen
- Valea lui Mihai, Rumänien
- Wyschkowo (Вишково), Ukraine

## Sehenswürdigkeiten
- Rathaus
- Thermal- und Heilbad

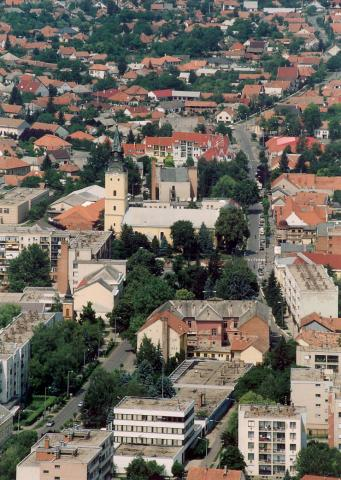
Luftaufnahme der Stadt (2007)
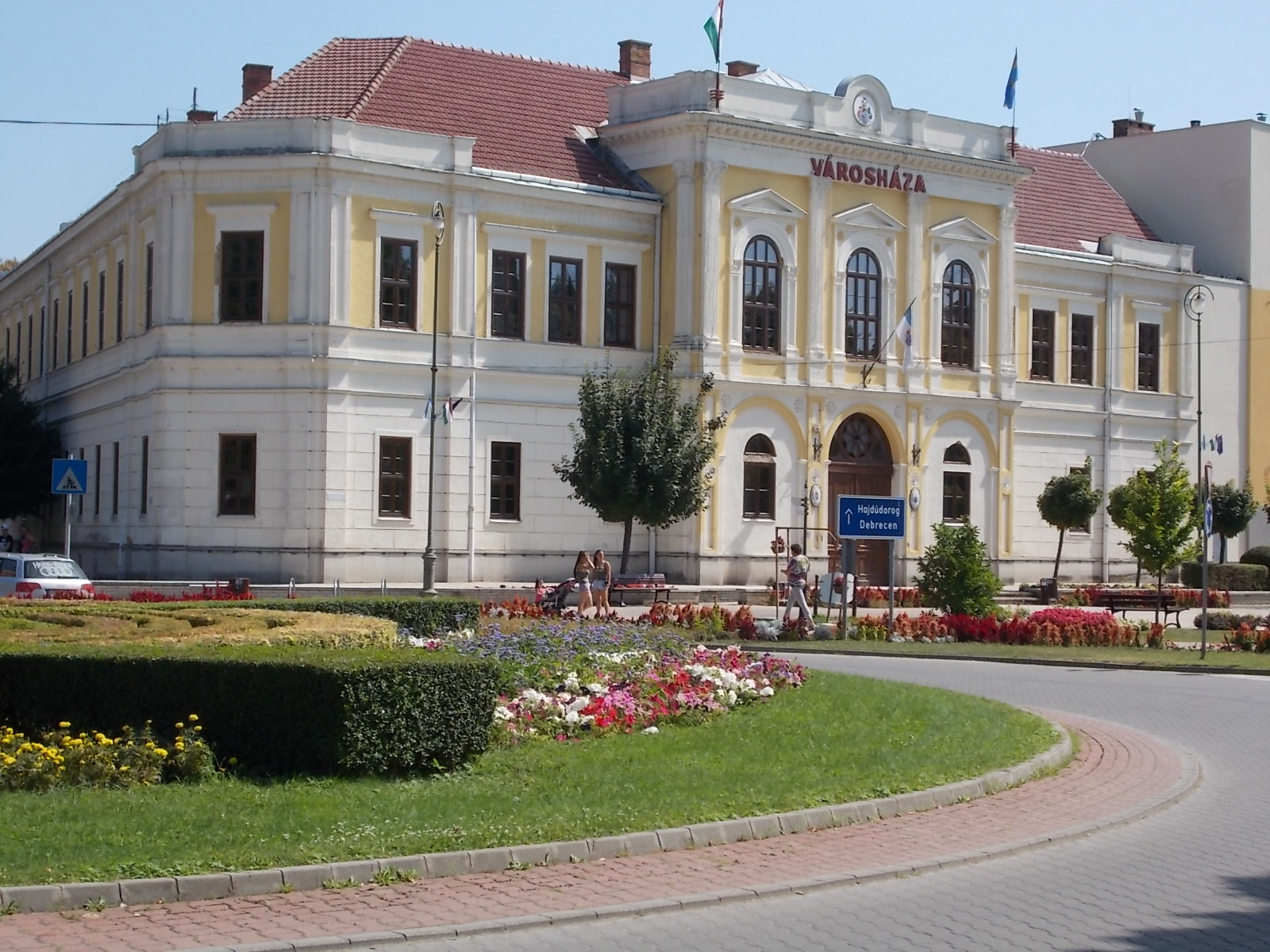
Rathaus (2017)

## Söhne und Töchter der Stadt
- Meinhart Maur (1884–1964), Schauspieler
- Béla Vihar (1908–1978), Schriftsteller, Poet und Journalist
- Imre Hódos (1928–1989), Ringer
- Henrietta Csiszár (* 1994), Fußballspielerin